# Real Madrid Club de Fútbol 1972-1973
Questa voce raccoglie le informazioni riguardanti il Real Madrid Club de Fútbol nelle competizioni ufficiali della stagione 1972-1973.

## Rosa
| N. |                   | Ruolo | Calciatore               |
| -- | ----------------- | ----- | ------------------------ |
|    | Spagna (bandiera) | P     | Miguel Ángel González    |
|    | Spagna (bandiera) | P     | Andrés Junquera          |
|    | Spagna (bandiera) | P     | Mariano García Remón     |
|    | Spagna (bandiera) | P     | Pedro Corral Revuelta    |
|    | Spagna (bandiera) | D     | Fernando Zunzunegui      |
|    | Spagna (bandiera) | D     | Ignacio Zoco             |
|    | Spagna (bandiera) | D     | Juan Verdugo             |
|    | Spagna (bandiera) | D     | Juan Carlos Touriño      |
|    | Spagna (bandiera) | D     | José Luis López Peinado  |
|    | Spagna (bandiera) | D     | Adolfo Fernández Vázquez |
|    | Spagna (bandiera) | D     | Gregorio Benito          |
|    | Spagna (bandiera) | D     | Francisco Ballester      |
|    | Spagna (bandiera) | D     | Andrés                   |

| N. |                      | Ruolo | Calciatore                |
| -- | -------------------- | ----- | ------------------------- |
|    | Spagna (bandiera)    | C     | Manuel Velázquez          |
|    | Spagna (bandiera)    | C     | Pirri                     |
|    | Spagna (bandiera)    | C     | Toni Grande               |
|    | Spagna (bandiera)    | C     | Antonio González González |
|    | Spagna (bandiera)    | C     | Fermín Gutiérrez          |
|    | Spagna (bandiera)    | A     | Santillana                |
|    | Spagna (bandiera)    | A     | Rafael Marañón            |
|    | Spagna (bandiera)    | A     | José Macanás              |
|    | Spagna (bandiera)    | A     | Ramón Moreno              |
|    | Paraguay (bandiera)  | A     | Sebastián Fleitas         |
|    | Argentina (bandiera) | A     | Eduardo Anzarda           |
|    | Spagna (bandiera)    | A     | Amancio                   |
|    | Spagna (bandiera)    | A     | Francisco Javier Aguilar  |